# Maranchón
Maranchón es un municipio y localidad española de la provincia de Guadalajara, en la comunidad autónoma de Castilla-La Mancha. El término municipal, que incluye los núcleos de Balbacil, Clares, Codes, Maranchón y Turmiel, tiene una población de 218 habitantes (INE 2024).

## Etimología y símbolos
Varias teorías ponen origen al nombre de Maranchón. Por un lado, puede prevenir de Marancho ("Mar Ancho") en referencia a una antigua laguna que había donde hoy se asienta la localidad. Por otro lado, se sitúa un origen prerromano del término, derivado del inicial ibero Mar, como límite, final, señal o camino ancho, indicadores del límite entre las tierras dominadas por arévacos y por lusones. Esta teoría se reforzaría con la relación del nombre de Maranchón con el latín Murus, que significa muralla, y con el mozárabe Marr, que se relaciona con montículo y con camino o tránsito entre dos lugares, como límite de tierras.
El escudo heráldico que representa al municipio fue aprobado oficialmente el 22 de noviembre de 1996 con el siguiente blasón:

Escudo español, de oro, sembrado de olmos, de sinople. Partido de azur, con tres flores de lis, de oro, ordenadas de dos y una. Al timbre, corona real cerrada.
Diario Oficial de Castilla-La Mancha nº 53 de 5 de diciembre de 1996

## Geografía

### Localización

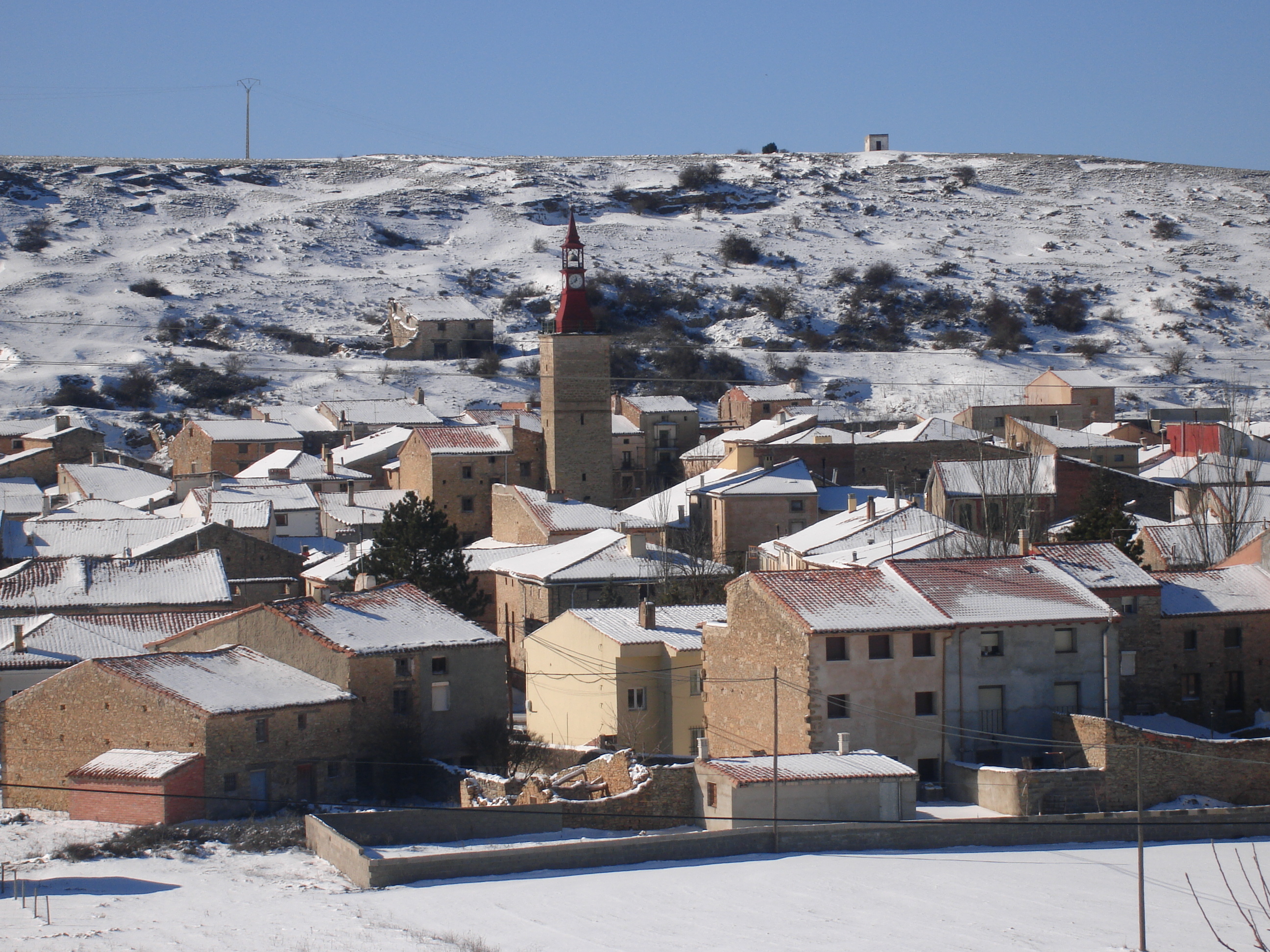
Maranchón nevado durante el invierno

Integrado en la comarca Señorío de Molina-Alto Tajo, se sitúa a 101 km de la capital provincial. El término municipal, perteneciente a la provincia de Guadalajara, en y al partido judicial de Molina de Aragón, está atravesado por la carretera nacional N-211 entre los pK 20 y 26. El relieve está caracterizado por el Sistema Ibérico castellano, situándose el municipio en el lado sur de la sierra de Solorio, lindando con las Parameras de Molina, en el límite con la provincia de Soria y cerca de la provincia de Zaragoza. La altitud oscila entre los 1367 metros (Alto de San Sebastián, punto más alto de la citada sierra) cerca de la Loma de la Cruz de Hierro (1366 m) y los 1180 m. El pueblo se alza a 1254 m sobre el nivel del mar. Dentro del término municipal hay un puerto de montaña que atraviesa la carretera nacional, el puerto de Maranchón a 1253 m sobre el nivel del mar, en cuyas inmediaciones nace el río Tajuña.
| Noroeste: Arcos de Jalón (Soria) | Norte: Arcos de Jalón (Soria)             | Noreste: Mochales         |
| Oeste: Luzón                     |                                           | Este: Mochales y Establés |
| Suroeste: Luzón                  | Sur: Ciruelos del Pinar, Mazarete y Selas | Sureste: Establés         |

El término municipal del pueblo comprende un sabinar que rodea al pueblo por el norte. La localidad está a tan sólo 15 km del parque natural del Alto Tajo y a 40 km del parque natural del Barranco del Río Dulce. Este municipio forma parte del Geoparque Molina de Aragón-Alto Tajo, zona de especial interés geológico, y su término está incluido en el espacio natural protegido Parameras de Maranchón, hoz del Mesa y Aragoncillo, parte de la Red Natura 2000.

### Clima

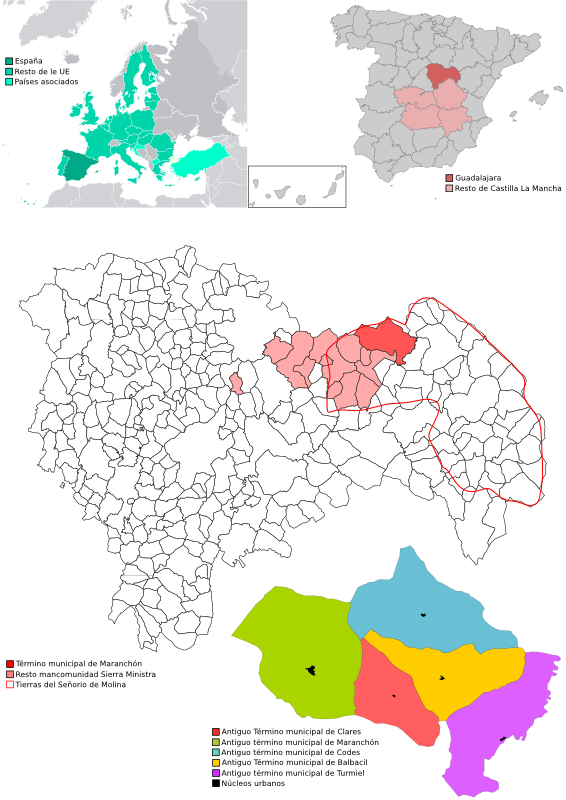
Ubicación de Maranchón

La gran altura y la situación del pueblo en montaña le proporcionan un clima suave en verano, que no supera los 30 °C de temperatura máxima, a inferiores a 10 °C por la noche. En invierno la temperatura puede bajar hasta los -20 °C, con máximas que no suelen superar los 7 °C, y se producen frecuentes heladas.
De acuerdo a los datos de la tabla a continuación y a los criterios de la clasificación climática de Köppen modificada el clima de Maranchón es mediterráneo de tipo Csb.
| Parámetros climáticos promedio de Maranchón en el periodo 1962-2000 | Parámetros climáticos promedio de Maranchón en el periodo 1962-2000 | Parámetros climáticos promedio de Maranchón en el periodo 1962-2000 | Parámetros climáticos promedio de Maranchón en el periodo 1962-2000 | Parámetros climáticos promedio de Maranchón en el periodo 1962-2000 | Parámetros climáticos promedio de Maranchón en el periodo 1962-2000 | Parámetros climáticos promedio de Maranchón en el periodo 1962-2000 | Parámetros climáticos promedio de Maranchón en el periodo 1962-2000 | Parámetros climáticos promedio de Maranchón en el periodo 1962-2000 | Parámetros climáticos promedio de Maranchón en el periodo 1962-2000 | Parámetros climáticos promedio de Maranchón en el periodo 1962-2000 | Parámetros climáticos promedio de Maranchón en el periodo 1962-2000 | Parámetros climáticos promedio de Maranchón en el periodo 1962-2000 | Parámetros climáticos promedio de Maranchón en el periodo 1962-2000 |
| Mes | Ene.                                                                | Feb.                                                                | Mar.                                                                | Abr.                                                                | May.                                                                | Jun.                                                                | Jul.                                                                | Ago.                                                                | Sep.                                                                | Oct.                                                                | Nov.                                                                | Dic.                                                                | Anual                                                               |
| --- | ------------------------------------------------------------------- | ------------------------------------------------------------------- | ------------------------------------------------------------------- | ------------------------------------------------------------------- | ------------------------------------------------------------------- | ------------------------------------------------------------------- | ------------------------------------------------------------------- | ------------------------------------------------------------------- | ------------------------------------------------------------------- | ------------------------------------------------------------------- | ------------------------------------------------------------------- | ------------------------------------------------------------------- | ------------------------------------------------------------------- |
| Temp. media (°C) | 1.8                                                                 | 2.1                                                                 | 3.9                                                                 | 6.7                                                                 | 9.9                                                                 | 14.6                                                                | 18.7                                                                | 17.8                                                                | 13.9                                                                | 9.5                                                                 | 4.3                                                                 | 1.8                                                                 | 8.7                                                                 |
| Precipitación total (mm) | 54.1                                                                | 58.6                                                                | 48.2                                                                | 66.9                                                                | 83.5                                                                | 57.2                                                                | 23.2                                                                | 22.2                                                                | 48.8                                                                | 59.9                                                                | 68.1                                                                | 63.5                                                                | 653.9                                                               |
| Fuente: Ministerio de Agricultura, Alimentación y Medio Ambiente. Datos de precipitación para el periodo 1962-2000 y de temperatura para el periodo 1964-1984 en Maranchón. |                                                                     |                                                                     |                                                                     |                                                                     |                                                                     |                                                                     |                                                                     |                                                                     |                                                                     |                                                                     |                                                                     |                                                                     |                                                                     |

## Historia
A mediados del siglo XIX, el lugar contaba con una población censada de 567 habitantes. La localidad aparece descrita en el undécimo volumen del Diccionario geográfico-estadístico-histórico de España y sus posesiones de Ultramar de Pascual Madoz de la siguiente manera:

MARANCHON: v. con ayunt. en la prov. de Guadalajara (14 leg.), part. jud. de Molina (7), aud. terr. de Madrid (24), c. g. de Castilla la Nueva, dióc. de Sigüenza (7). sit. en llano dominada por 2 cerros y combatida principalmente por el viento N.; su clima es frio y propenso á reumas: tiene 160 casas; la consistorial; una posada; carnicería; escuela de instruccion primaria, frecuentada por 80 alumnos, á cargo de un maestro dotado con 1,100 rs. y 60 fan. de trigo; una fuente de buenas aguas que provee al vecindario para beber y demas necesidades domésticas; una parr. (La Asuncion de Ntra. Sra.), servida por un cura y un sacristan: térm. confina N. Judes y Laina; E. Luzon; S. Mazarete, y O. Balbacil; dentro de él se encuentra una ermita (Ntra. Sra. de los Olmos) , sit. en una arboleda de olmos. El terreno en lo general es llano y poco feraz, comprende una dehesa poblada de diferentes árboles y matas bajas. caminos: los que dirigen á los pueblos limítrofes, y la antigua carretera de Madrid á Zaragoza, todos en mal estado. correo: se recibe y despacha en su cartería, tres veces á la semana, por el balijero de Molina, encargado de su conduccion. prod.: trigo comun, centeno, cebada, avena y buenos pastos, con los que se mantiene ganado lanar, cuyas carnes son muy estimadas y preferidas á las de otros dos puntos, por su delicadeza y esquisito gusto; hay caballerias mulares y asnales, y no falta caza de liebres y perdices. ind.: la agrícola, la arrieria y cuatro prensas de sacar cera. comercio: esportacion del sobrante de frutos, algun ganado y lana, é importacion de los art. de consumo que faltan; muchos vec. se dedican al tráfico de mulas, cera, jabon y drogas, recorriendo diferentes puntos del interior. pobl.; 148 vec., 567 almas. cap. prod.: 3.041,300 rs. imp.: 218,100. contr.}: 12,500.
(Madoz, 1848, p. 209)

## Demografía
Maranchón cuenta con una población de 218 habitantes (INE 2024).
| Gráfica de evolución demográfica de Maranchón entre 1842 y 2021 |
| |
| Población de derecho según los censos de población del INE Población de hecho según los censos de población del INEEntre el censo de 1970 y el anterior, crece el término del municipio porque incorpora a Balbacil, Clares y Codes Entre el censo de 1981 y el anterior, crece el término del municipio porque incorpora a Turmiel |

## Patrimonio

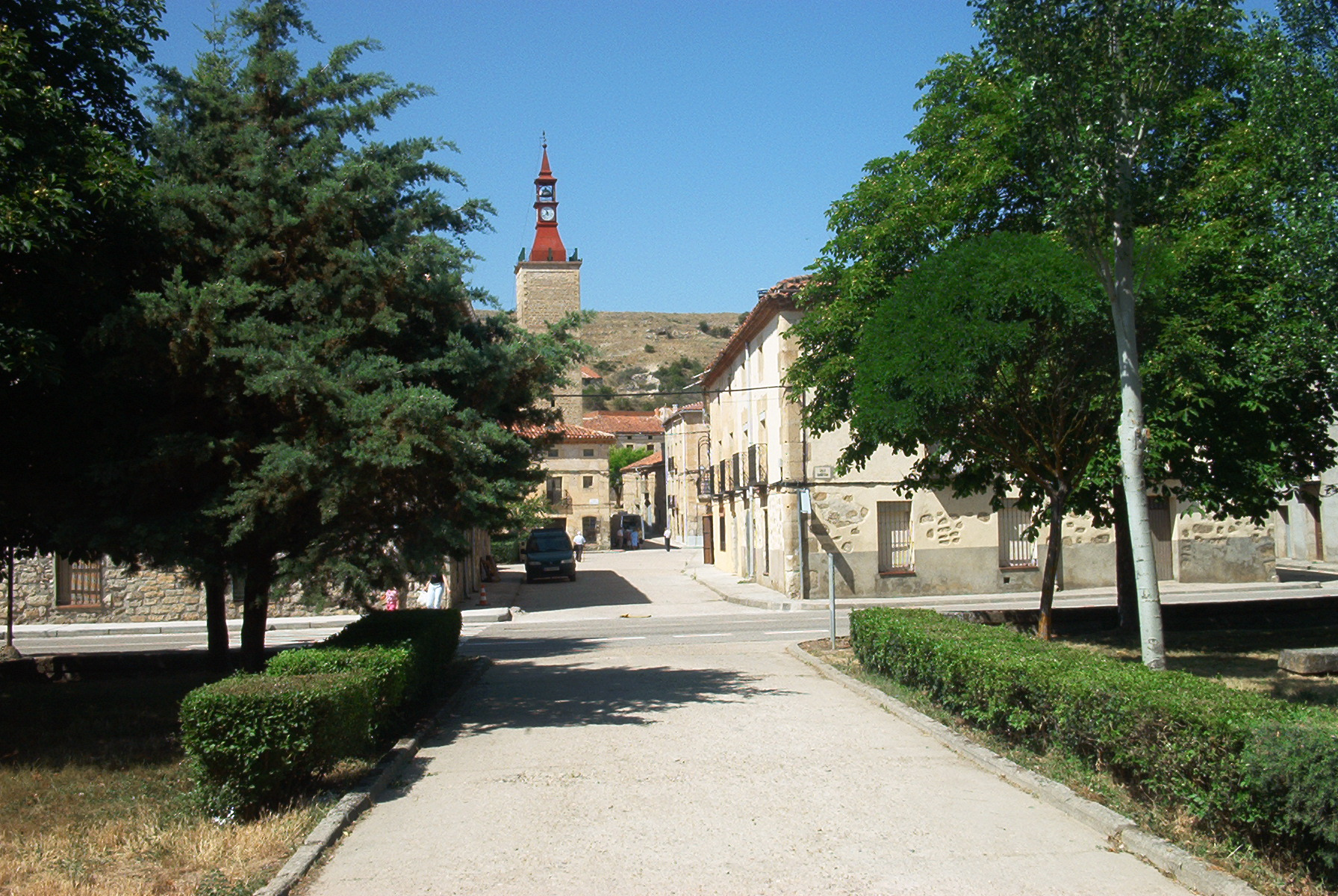
Vista de la localidad; al fondo el Ayuntamiento.

- Ermita de la Virgen de los Olmos, patrona del municipio.
- Iglesia de Nuestra Señora de la Asunción.
- La alameda. Gran parque ajardinado en el centro del pueblo, paralelo a la carretera.
- Torre del reloj. Está situada junto al edificio del ayuntamiento o Casa Capitular, tiene 31,5 m de altura y está hecha de mampostería de piedra y cal. Se desconoce la antigüedad de la torre, pero existe un documento de 1884 que hace referencia a ella, «tiene adyacente al edificio principal un corralito y la torre del reloj»,[17] con lo cual debe ser anterior.
- Plaza de toros, construida en 1915. Es una plaza de 3.ª categoría y con capacidad para unos 3.000 espectadores.[18] Evento taurino destacado fue la corrida del centenario[19] de la plaza para El Cordobés, Iván Fandiño y Emilio Huertas, con toros Albarreal, en 2015. También se realizan en ella otro tipo de espectáculos como teatro, actuaciones musicales y conciertos o cine de verano.
- Museo paleontológico "El Mirón", asociado al geoparque Molina-Alto Tajo, con una colección donada de fósiles recogidos en la zona.
- La piedra de mesa.
- La fuente vieja, antigua fuente con dos caños en la parte delantera y pilón detrás. Su agua proviene de un manantial cercano que fue entubado.
- El Recuévano, dehesa situada a las afueras del municipio con merenderos.

## Festividades
Las fiestas de la localidad se celebran el último fin de semana de agosto, en honor a la patrona, la Virgen de los Olmos. 
Otra fiesta típica de la localidad es San Pascual Bailón, patrón del municipio. En esta fiesta se procesiona con el santo por las calles y delante de él se realiza un baile tradicional, el pollo, vestidos con traje regional y acompañados por dulzainas y tambores. Es típico de ese día repartir limonada de vino y tortas secajos.
Desde 2019 se celebra también una Feria del tratante a principios de julio. Se rememora el importante peso económico que tuvo el trato de mulas en el municipio y la zona, así como las costumbres y tradiciones populares. La actividad más destacada es la representación teatral de una compraventa de mulas con el particular lenguaje secreto que utilizaban los tratantes para comunicarse entre sí frente a clientes y extraños.

## Cómo llegar
Para llegar a Maranchón desde:
- Guadalajara o Madrid: se continúa la A-2 hasta Alcolea del Pinar, donde se toma la carretera N-211 y a 23 km se encuentra la localidad.
- Zaragoza: con un recorrido similar al anterior, por la A-2 tomando el sentido Madrid hasta Alcolea del Pinar y desde ahí tomar la N-211.
- Soria: por la ruta SO-20 y A-15 en dirección Medinaceli hasta llegar a Alcolea del Pinar y desde ahí tomar la N-211.
- Molina de Aragón: seguir la N-221 en dirección Alcolea del Pinar, el municipio se encuentra en el pK 23.
- Teruel: se toma la A-23 en dirección Zaragoza hasta Monreal del Campo, donde se continúa por las N-211 hasta el municipio, pasando por Molina de Aragón